# Park Court赤坂檜町The Tower

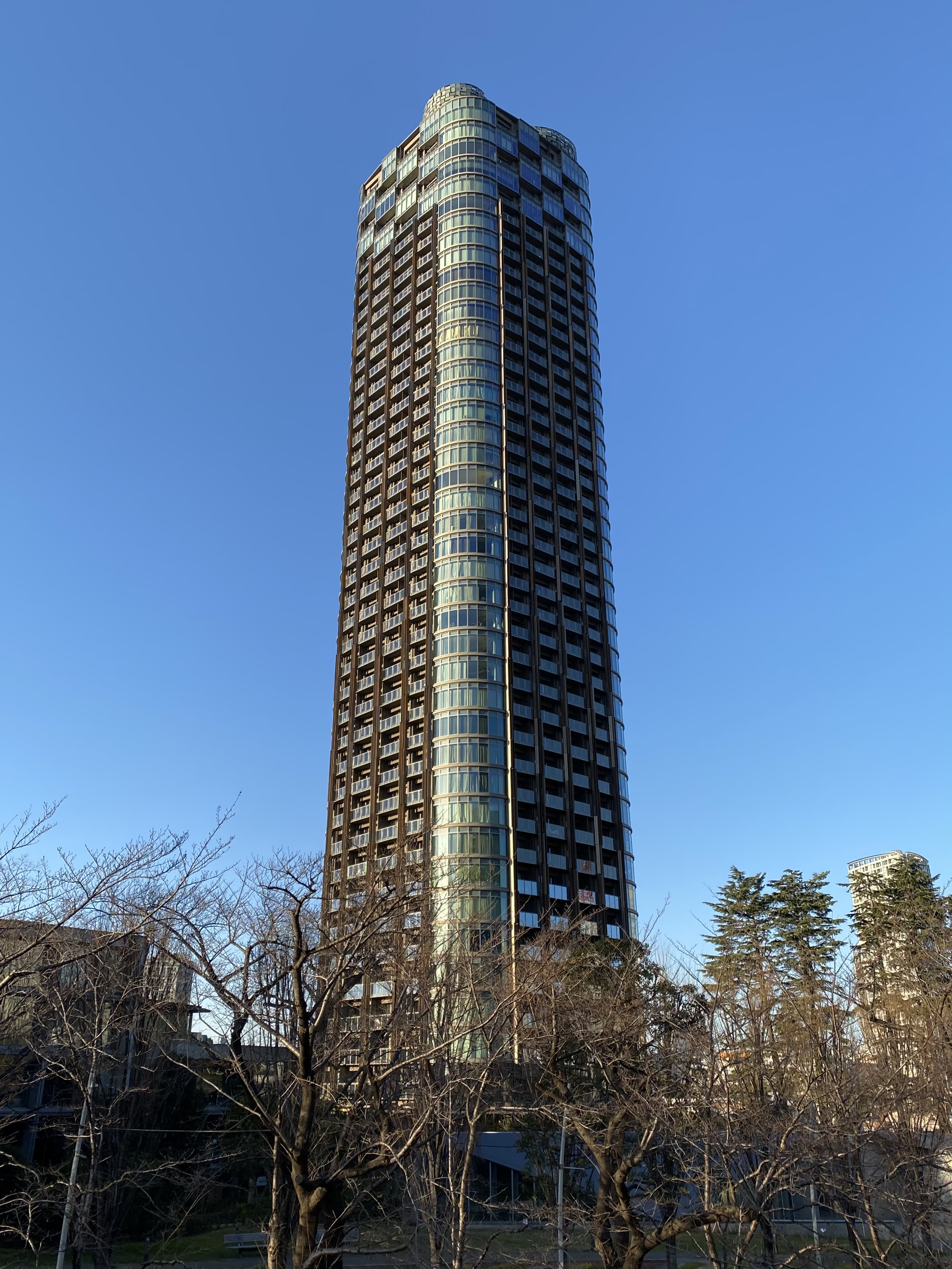

Park Court赤坂檜町The Tower（日语：パークコート赤坂檜町ザ タワー）是位於日本東京都港區赤坂的一座超高層公寓。這座公寓在2018年獲得了好設計獎的集合住宅部門獎。建築的設計者是日建設計和隈研吾建築都市設計事務所。

## 外部連結
- 赤坂九丁目北地区第一種市街地再開発事業（完了） （页面存档备份，存于）